# 塘格木镇
塘格木镇，是中华人民共和国青海省海南藏族自治州共和县下辖的一个行政建制镇。
2006年8月，撤消英德尔乡，设立塘格木镇。镇政府驻地迁至塘格木，为原监狱——塘格木农场的场部。1990年4月26日，发生7.0级青海共和地震时，塘格木农场场部为宏观震中，

## 行政区划
塘格木镇下辖以下地区：
塘格木镇社区、曲宗村、智德村、华塘村、达拉村、吾赫勒村、哈尔干村、加什达村、曲让村、黄河村、中果村、治海村、更尕村、浪娘村、金塘村、尕当村和东格村。